# Tinggi Hari
Tinggi Hari is een bestuurslaag in het regentschap Lahat van de provincie Zuid-Sumatra, Indonesië. Tinggi Hari telt 154 inwoners (volkstelling 2010).